# 初村滝一郎 (1913年生)
初村 滝一郎（はつむら たきいちろう、1913年〈大正2年〉11月5日 - 2005年〈平成17年〉7月30日）は、日本の政治家。自由民主党に所属し、参議院議員を4期務めた。従三位。勲一等旭日大綬章受章（1992年）。

## 来歴・人物
1913年（大正2年）11月5日長崎県生まれ。五島中学校、長崎県立五島高等学校卒業。
長崎県議会議長を経て1970年（昭和45年）、参議院議員補選に長崎県選挙区から立候補し、初当選。1992年（平成4年）に引退するまで4期22年務めた。1981年（昭和56年）11月から1982年（昭和57年）11月まで鈴木善幸改造内閣で労働大臣を務めた。
2005年（平成17年）7月30日、急性心不全のため長崎県諫早市内の病院で死去。享年93（91歳没）。

## 親族
- 孫は同姓同名の初村滝一郎（謙一郎の長男）、安倍晋三の政策秘書を務めたのち、2021年10月の第49回衆議院議員総選挙に長崎1区から自由民主党の候補者として立候補したが落選[2]。
- 長男は元衆議院議員の初村謙一郎。
- 次女の船戸タキ子は第24回参議院議員通常選挙に福岡県選挙区から立候補した（落選）[3]。